# 케이트 노비
케이트 노비(Kate Norby, 1976년 8월 1일 ~ )는 미국의 배우, 텔레비전 배우, 영화배우이다.
오크파크에서 태어났다.

## 영화
- 스윙타운 (2008년)
- 매드 맨 1 (2007년)
- 빅 러브 (2006년)
- 살인마 가족 2 (2005년) - 웬디 바뇨 역